# Punta de la Vall d'Anali
La Punta de la Vall d'Anali és una muntanya de 383 metres que es troba al municipi de Paüls, a la comarca catalana del Baix Ebre.